# Ejército de Tierra de Guatemala
El Ejército de Tierra de Guatemala  o Fuerzas de Tierra del Ejército de Guatemala conforman el mayor componente del mismo y actúan en el espacio continental del territorio nacional.
Básicamente las fuerzas armadas han estado constituidas por unidades de Infantería, Artillería y Caballería, por lo cual la historia del Ejército de Guatemala se asocia con la de sus Fuerzas de Tierra, las cuales aún con diversidad de nombres, siempre han existido.

## Historia
El Ejército de Tierra o las Fuerzas de Tierra son el cuerpo militar más antiguo del Ejército de Guatemala y ha evolucionado en función de las necesidades del Estado. A mediados del siglo XIX, el General Rafael Carrera lo impulsa con el triunfo en la Batalla de San José La Arada, librada el 2 de febrero de 1851, fecha que se conmemora como día de estas fuerzas.

## Misión
Su misión fundamental es, en el ámbito terrestre, la disuasión y el desarrollo de la guerra, así como la organización de la defensa de la Nación para la preservación de la soberanía, independencia e integridad territorial.

## Organización
El Ejército de Guatemala inició un proceso de reestructuración y regionalización militar para responder a las condiciones de defensa terrestre que el país requiere. El término zona y región militar refleja una demarcación geográfica y no la magnitud de la unidad. Una región puede cubrir hasta dos zonas militares, lo que da la flexibilidad de asignar el tipo de unidad en concordancia a las necesidades de defensa. La planificación y entrenamiento se enfocan a unidades tipo Brigada, gran unidad táctica del Ejército de Guatemala, y comprende los medios de los cuales dispone la Fuerza de Tierra para cumplir con su misión, identificados en sus unidades de combate, unidades de apoyo de combate, las de apoyo de servicios de combate y dependencias auxiliares.
Las Fuerzas de Tierra se organizan de la siguiente manera:
- 1. Comandante General del Ejército de Guatemala
- 2. Ministro de la Defensa Nacional
  - Viceministro de la Defensa Nacional
- 3. Jefe del Estado Mayor de la Defensa Nacional
  - Subjefe del Estado Mayor de la Defensa Nacional
  - Inspector general del Ejército
    - Cuartel General del Ejército (HQ Fte. San Rafael Matamoros, Ciudad de Guatemala):

  - Estado Mayor General
  - Comando Regional de Entrenamiento de Operaciones de Paz
  - Cuerpo de Transportes del Ejército
- Batallón CGE
- Cía. de Policía Militar
  - Cuerpo de Guardias Presidenciales Ciudad de Guatemala:
- Batallón de Seguridad Presidencial (Palacio Presidencial, Ciudad de Guatemala)
  - Brigada Militar MARISCAL ZAVALA (CG km 15, Carretera del Atlántico, Ciudad de Guatemala y responsable para la defensa de los Departamentos de Guatemala, Sacatepéquez y Chimaltenango, pero da cobertura a todos los Departamentos de la República)

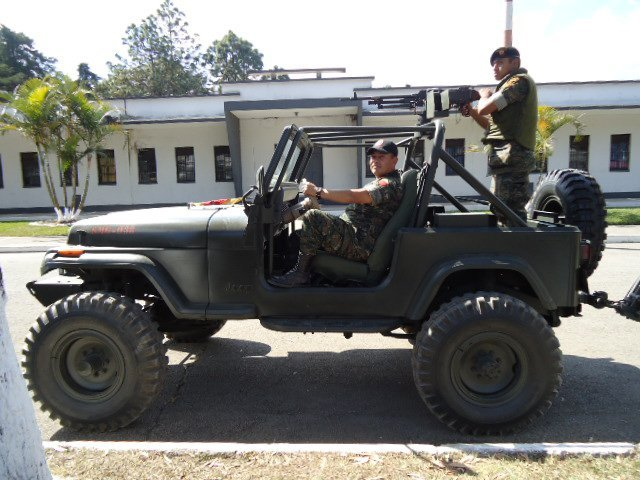
Jeep CJ -7￼￼.

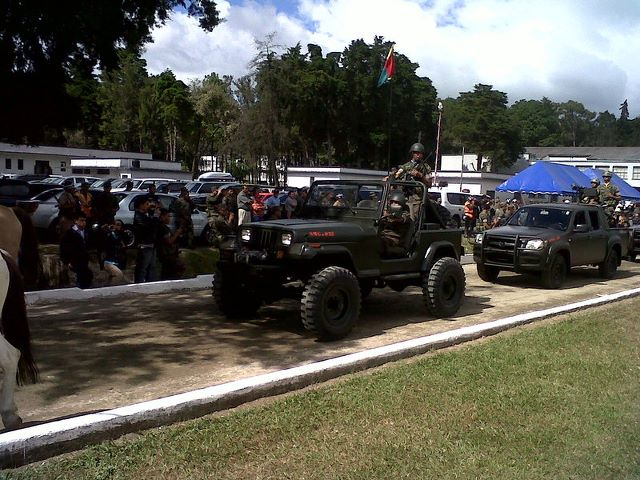
Jeep CJ-7 junto con un Mazda BT-50.

- Compañía de Comando y Estado Mayor
- I Batallón de Fusileros BMMZ
- III Batallón de Fusileros BMMZ
- Batallón Blindado Coronel Francisco Javier Arana

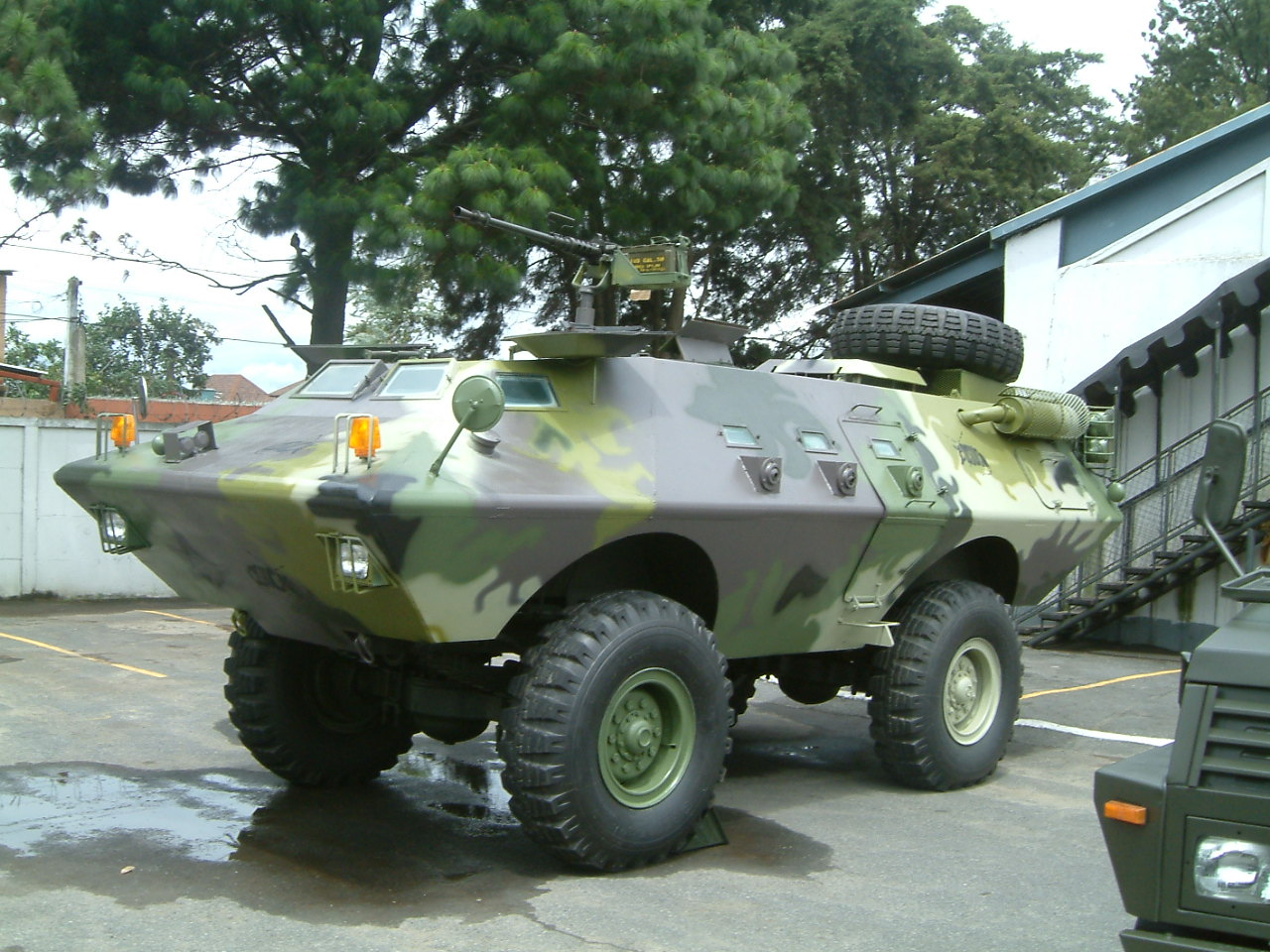
Armadillo TBP

- Regimiento de Caballería Blindada BMMZ
- Grupo de Artillería de Campo BMMZ
- Compañía de Apoyo y Servicios
  - 1.ª Brigada de Infantería General Luis García León (CG Santa Elena, Flores y responsable para la defensa del Departamento de Petén)
- Compañía de Comando y Estado Mayor
- I Batallón de Fusileros BIGLGL
- II Batallón de Fusileros BIGLGL
- III Batallón de Fusileros BIGLGL
- Regimiento de Caballería Blindada BIGLGL
- Grupo de Artillería de Campo BIGLGL
- Compañía de Apoyo y Servicios
  - 2.ª Brigada de Infantería Capitán General Rafael Carrera (CG Santa Elena, Flores y responsable para la defensa de los Departamentos de Izabal, Zacapa, Chiquimula, El Progreso, Alta Verapaz y Baja Verapaz)
- Compañía de Comando y Estado Mayor
- I Batallón de Fusileros BICGRC
- II Batallón de Fusileros BICGRC
- III Batallón de Fusileros BICGRC
- Regimiento de Caballería Blindada BICGRC
- Grupo de Artillería de Campo BICGRC
- Compañía de Apoyo y Servicios
  - 3.ª Brigada de Infantería General Manuel Aguilar Santamaría (CG Santa Elena, Flores y responsable para la defensa de los Departamentos de Jutiapa, jalapa y Santa Rosa)
- Compañía de Comando y Estado Mayor
- I Batallón de Fusileros BIGMAS
- II Batallón de Fusileros BIGMAS
- III Batallón de Fusileros BIGMAS
- Regimiento de Caballería Blindada BIGMAS
- Grupo de Artillería de Campo BIGMAS
- Compañía de Apoyo y Servicios
  - 4.ª Brigada de Infantería General Justo Rufino Barrios (CG Santa Elena, Flores y responsable para la defensa de los Departamentos de Suchitepéquez, Retalhuleu, San Marcos, Escuintla y el sector sur del Departamento de Quetzaltenango, a partir de la ruta nacional n.º 1)
- Compañía de Comando y Estado Mayor
- I Batallón de Fusileros BIGJRB
- II Batallón de Fusileros BIGJRB
- III Batallón de Fusileros BIGJRB
- Regimiento de Caballería Blindada BIGJRB
- Grupo de Artillería de Campo BIGJRB
- Compañía de Apoyo y Servicios
  - 5.ª Brigada de Infantería Mariscal Gregorio Solares (CG Santa Elena, Flores y responsable para la defensa de los Departamentos de Huehuetenango, Totonicapán, Sololá, El Quiché y el sector norte y cabecera departamental de Quetzaltenango a partir de la ruta nacional n.º 1)

Compañía de Comando y Estado Mayor
- I Batallón de Fusileros BIMGS
- II Batallón de Fusileros BIMGS
- III Batallón de Fusileros BIMGS
- Regimiento de Caballería Blindada BIMGS
- Grupo de Artillería de Campo BIMGS
- Compañía de Apoyo y Servicios
  - Comando de Fuerzas Especiales
  - Brigada de Operaciones Especiales KAIBILES (Poptun, Petén)

- Compañía de Comando y Estado Mayor
- Batallón de KAIBILIES
- Batallón de Apoyo y Servicios
  - Brigada de paracaidistas General Felipe Cruz (San José, Escuintla)
- Compañía de Comando y Estado Mayor
- I Batallón de Paracaidistas
- II Batallón de Paracaidistas
- Compañía de Apoyo y Servicios
  - Comando de Ingenieros Teniente Coronel de ingenieros e ingeniero Francisco Vela Arango (TCIFVA). (Base Militar La Aurora, Ciudad de Guatemala)
- I Batallón CIEG
- II Batallón CIEG
  - Cuerpo de Transmisiones Militares (Base Militar La Aurora, Ciudad de Guatemala)
- Comando
- I Batallón de Transmisiones
  - Brigada de Policía Militar Guardia de Honor (Base Militar La Aurora, , Ciudad de

Guatemala)
- Compañía de Comando y Estado Mayor
- I Batallón
- II Batallón
- III Batallón
- Unidad Lanza Agua
- Unidad Canina
- Escuela de Equitación
- Compañía de Apoyo y Servicios
  - Brigada de Apoyo Logístico General Justo Rufino Barrios
- Comando
- Batallón de Servicios (Ciudad de Guatemala)
- Batallón de Mantenimiento de Materiales de Guerra (Ciudad de Guatemala)
- Batallón de Sanidad (Hospital Militar General, (Ciudad de Guatemala)
  - 6.ª Brigada de Infantería Coronel Antonio José de Isarri (CG Playa Grande, Ixcán, Quiché y responsable de la defensa de los Departamentos Alta Verapaz, Baja Verapaz, Petén, Izabal y Huehuetenango).

## Equipamiento

### Vehículo de transporte de personal militar
Guatemala cuenta con:
- 30 Armadillo TBP, fabricados por el Servicio de Material de Guerra, los cuales han sido artillados con ametralladoras calibre 50 y algunas versiones con torreta . El servicio de Material de Guerra de Guatemala a construido varias unidades del Vehículo Blindado TBP.

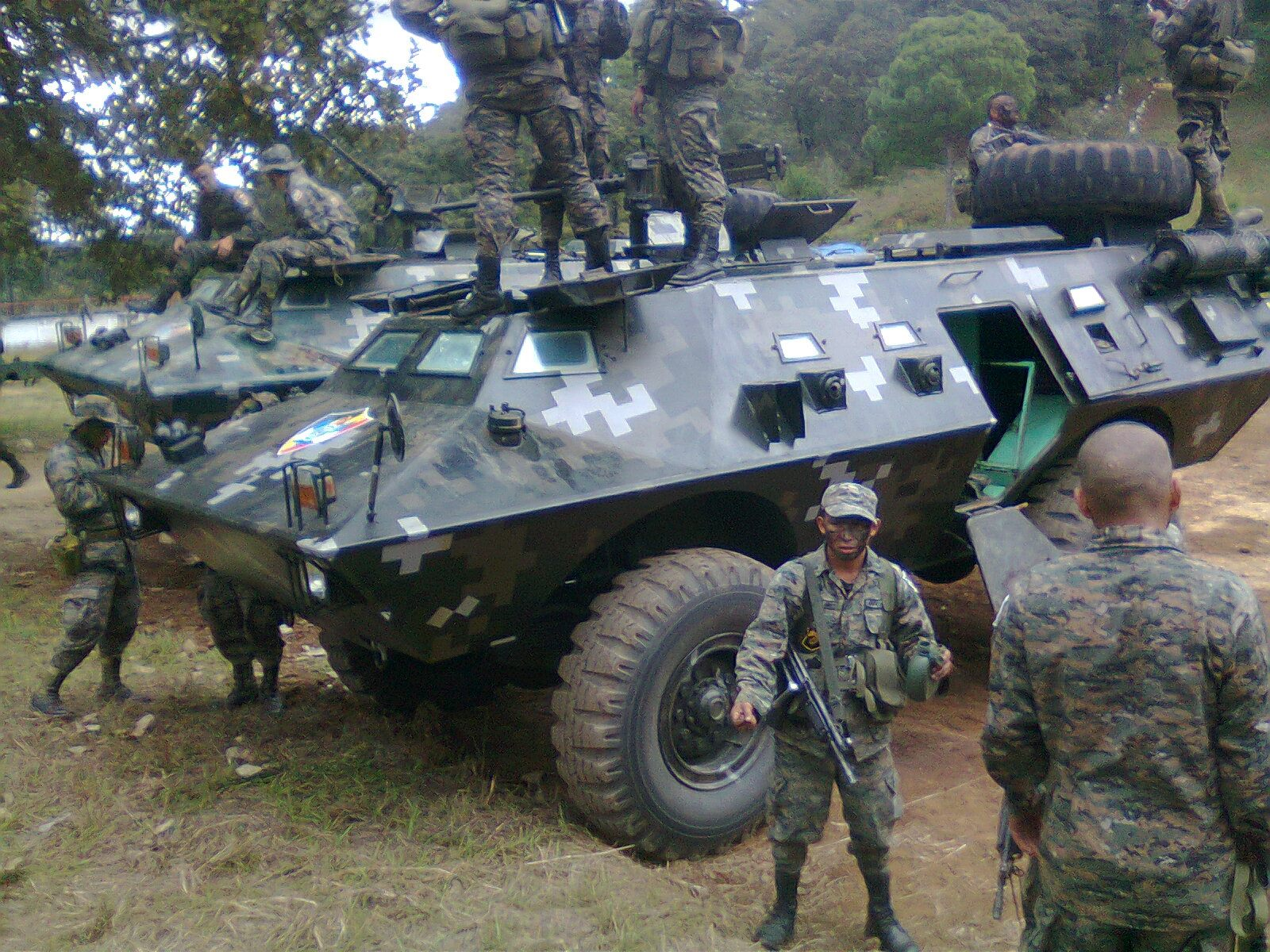
Cadetes de la Escuela Politécnica (Guatemala) en un ejercicio militar con Armadillos TBP.

- 30 M113 A1/2 fuera de servicio, solo para uso ceremonial.

- 10 en reserva Cadillac Gage Commando V-100 Adquiridos de los EE. UU., fuera de servicio.

- 10 vehículos ligeros de exploración RBY MK 1  fuera de servicio o en museos.

### Vehículos blindados de combate/combate de infantería
- 8 Tanques ligeros M8 Greyhound, todos fuera de servicio o en museos.

- Contaba con 12 M41 Walker Bulldog los M-41 fueron vendidos a museos en Estados Unidos.

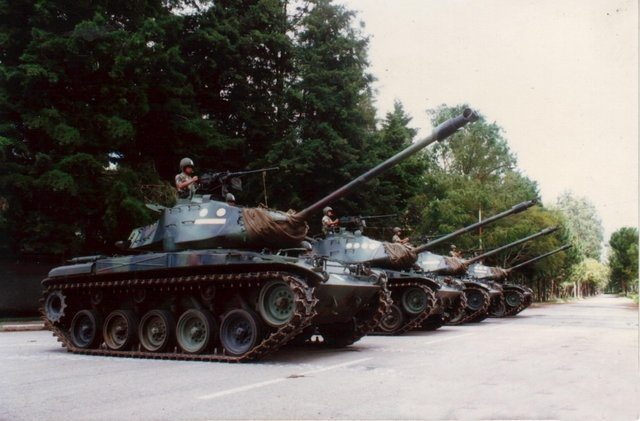
Columna de tanques M41 Walker.

### Vehículos utilitarios
- Jeep CJ-7.

- F-450 Pickup, utilizado para diversas funciones.

- Toyota Hilux con modificaciones con que se ven plenamente equipados con barras anti-volqueo, pedestales para ametralladoras, bancas de transporte y blindaje a los lados.

- Mazda BT-50, utilizado para diversas funciones.

- Toyota Land Cruiser (J70), los cuales denominan vehículo jaguar, ya que cuentan con algunas modificaciones como blindaje a los lados o bancas de transporte.

- Ford Everest, utilizados para el transporte de personal militar de alto grado jerárquico y también por el personal de la ONU en Guatemala.

- Jeep J8, aproximadamente 250 unidades utilizadas por la fuerza de tarea interinstitucional Tecún Umán y Chortí para combatir actos ilícitos en las fronteras del país.

- M-462, utilizado para diversas funciones por el Ejército de Tierra de Guatemala.

- Pinzgauer «primera generación», utilizado para diversas funciones de transporte.

Camiones
- REO M35, utilizados para diversas funciones de transporte￼￼.

- Ural-4320, algunos con planchas blindadas a los lados para la protección de la infantería.

- Hino Ranger (500 serie, 338 serie, 300 serie, dyna), utilizados para diversas funciones de transporte.

- International Workstar, utilizado para diversas funciones de transporte y uno con la función de cisterna.

- Camión o tráiler utilizado como cocina móvil.

- Mercedes-Benz L1218R, utilizados para diversas funciones de transporte￼￼.

Otros
- polaris ranger

- Cuatrimotos, utilizados por la policía militar.

- Motocicletas, utilizadas por la policía militar.